# Kodeks 079
Kodeks 079 (Gregory-Aland no. 079), ε 16 (von Soden) – grecki kodeks uncjalny Nowego Testamentu na pergaminie, paleograficznie datowany na VI wiek. Rękopis przechowywany jest w Rosyjskiej Bibliotece Narodowej (Suppl. Gr. 13, fol. 8-10) w Petersburgu.

## Opis
Do dziś zachowały się jedynie 2 karty kodeksu (31 na 25 cm) z tekstem Ewangelii Łukasza (7,39-49; 24,10-19). Tekst pisany jest dwoma kolumnami na stronę, 23 linijki w kolumnie. Jest palimpsestem, później naniesiony tekst górny pisany jest w języku gruzińskim.
Grecki tekst kodeksu przekazuje tekst bizantyjski Kurt Aland zaklasyfikował go do kategorii III.
Tekst został odczytany i wydany przez Tischendorfa w 1846 roku. Kodeks badał Kurt Treu.